# Xenasteia chinensis
Xenasteia chinensis är en tvåvingeart som beskrevs av Papp 2005. Xenasteia chinensis ingår i släktet Xenasteia och familjen Xenasteiidae.
Artens utbredningsområde är Taiwan. Inga underarter finns listade i Catalogue of Life.